# Disjonctivisme

Schéma d'une disjonction logique. La zone en couleur contient soit les éléments de A, soit les éléments de B. De la même façon, le disjonctiviste estime que l'apparence d'un objet est soit la perception de cet objet, soit une expérience illusoire sans objet.

Le disjonctivisme est une théorie de la philosophie de la perception. Elle a été avancée dans le contexte d'une polémique avec, entre autres, la théorie des données des sens, à laquelle elle s'oppose. Le disjonctivisme est une forme de justification du  réalisme direct, qui affirme que la perception nous donne accès directement à la réalité du monde.  

## Perception véridique et hallucination
Pour les partisans du disjonctivisme, la théorie des données sensorielles ne permet pas de distinguer clairement entre l'hallucination ou l'illusion perceptive d'une part, et la perception authentique d'autre part. Il y a en effet disjonction entre le cas de l'hallucination (ainsi que de l'illusion dans une moindre mesure) et le cas de la perception proprement dite : l'hallucination ne s'oppose pas à la perception véridique en tant qu'elle serait une perception erronée du monde mais en tant qu'elle n'est pas une perception, parce qu'elle est d'une autre nature que la perception. Les perceptions véridiques et les hallucinations ne sont pas membres d'une classe commune d'états ou d'événements mentaux. 
Selon la théorie disjonctiviste, la seule chose commune aux perceptions véridiques et aux hallucinations est que, dans les deux cas, le sujet peut affirmer de bonne foi qu'il est en train de percevoir quelque chose, soit parce qu'effectivement il a une perception, soit parce qu'il ne sait pas qu'il n'est pas en train de percevoir quelque chose.

## Réalisme direct
Les partisans du disjonctivisme défendent cette position parce qu'ils estiment que la perception véridique est une perception externe qui contient l'objet même de l'expérience. Celui-ci existe bien dans le monde indépendamment de l'esprit, mais il est accessible directement à la perception du sujet. A contrario, il n'existe pas dans l'expérience hallucinatoire d'objet externe auquel se référer. Cette forme d'expérience n'est donc pas une expérience perceptive. 
Introduit pour la première fois dans la littérature contemporaine par Michael Hinton, le disjonctivisme a  été par la suite associé à John McDowell,. Les disjonctivistes font souvent valoir qu'une des vertus importantes de leur point de vue est qu'il nous rappelle au bon sens selon lequel les objets que nous percevons sont des objets qui existent dans le monde indépendamment de nous.